# Pompeo Aldrovandini
Pompeo Aldrovandini (Bologna, 1677 – Roma, 1735) è stato un pittore italiano appartenente alla famiglia Aldrovandini.
Allievo del padre Tommaso Aldrovandini, fu attivo come decoratore in Italia (Bologna) e all'estero (Vienna, Praga). Ebbe come allievi e collaboratori Gioseffo Orsoni e Stefano Orlandi.